# Herennia
Herennia là một chi nhện trong họ Nephilidae.

## Hình ảnh

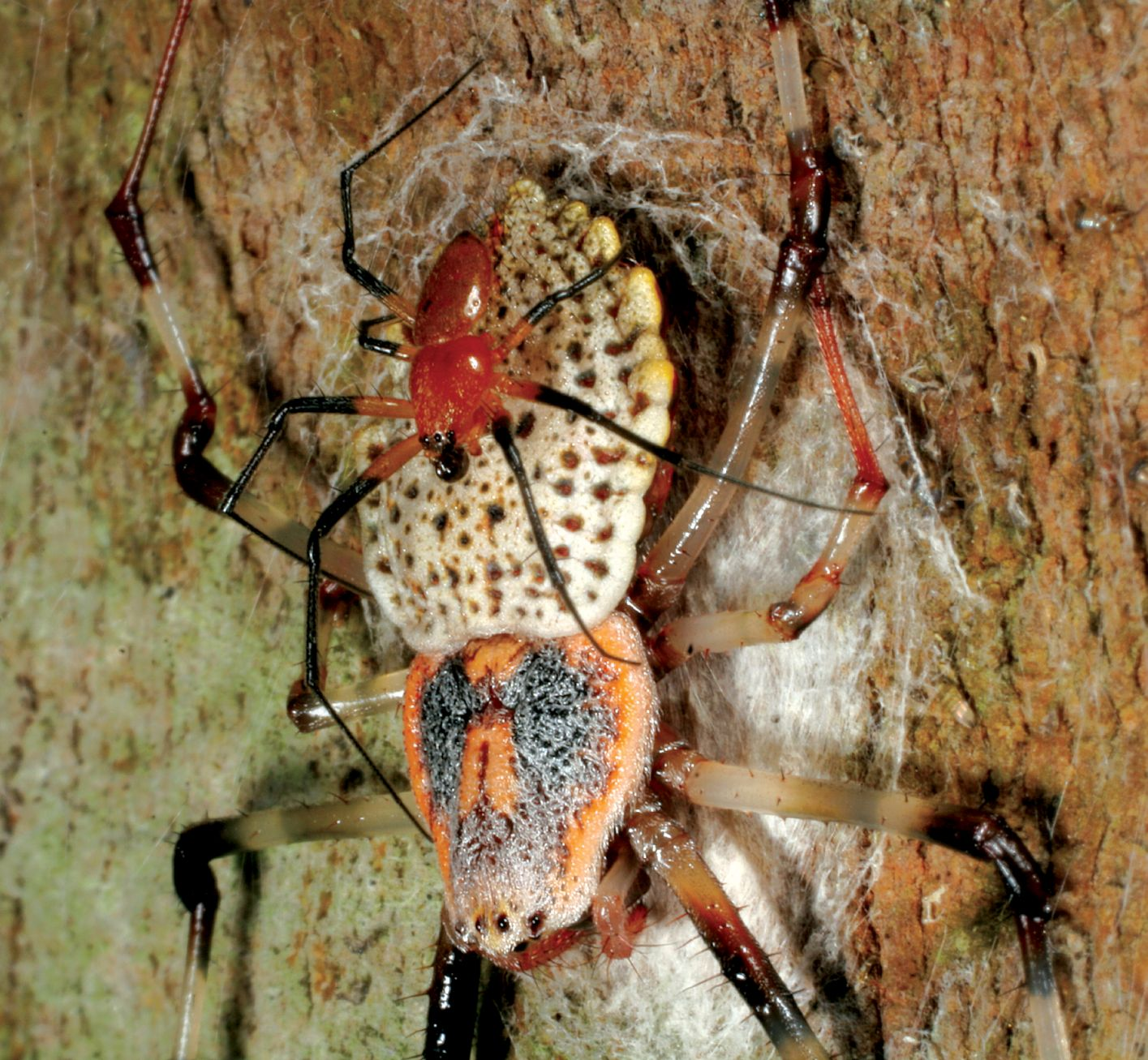
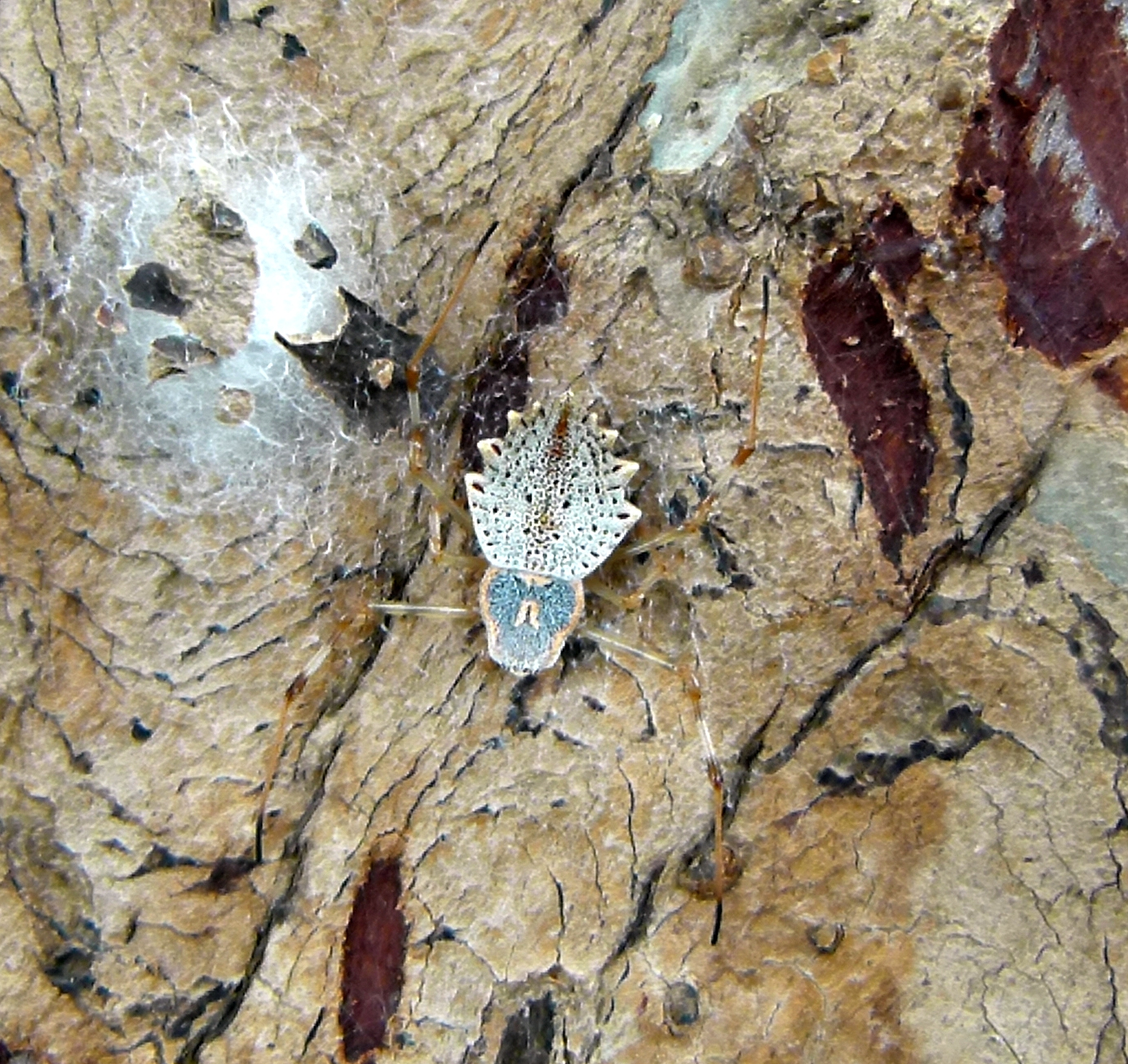